# Ayobami Adebayo
Ayọ̀bámi Adébáyọ̀ (nascida em 29 de janeiro de 1988) é uma escritora nigeriana.  Seu romance de estreia, de 2017, Fique comigo, ganhou o Prêmio 9mobile de Literatura e o Prix Les Afriques.  Ela recebeu o Prêmio Future Awards Africa de Artes e Cultura em 2017. 
1. ↑  «When fake news is funny (and when it's not)». Financial Times (em inglês). 23 March 2017. Consultado em 3 April 2017 Verifique data em: |acessodata=, |data= (ajuda)
2. ↑  Murua, James (8 August 2019). «Ayobami Adebayo is 9mobile Prize for Literature 2017 winner». James Murua's African Literature Blog. Consultado em 14 August 2019. Arquivado do original em 14 August 2019 Verifique data em: |acessodata=, |arquivodata=, |data= (ajuda)
3. ↑  Ndeche, Chidirim (10 December 2017). «The Future Awards Africa 2017: Full List Of Winners». guardian.ng. Consultado em 2 March 2021 Verifique data em: |acessodata=, |data= (ajuda)Ndeche, Chidirim (10 December 2017). "The Future Awards Africa 2017: Full List Of Winners". guardian.ng. Retrieved 2 March 2021.